# Rommy Hunt Revson
Rommy Hunt Revson (de soltera Kolb; 15 de febrero de 1944 - 7 de septiembre de 2022) fue una cantante de club nocturno estadounidense y creadora de la moña.

## Primeros años
Revson nació en 1944 en White Plains, Nueva York. Trabajó en las décadas de 1970 y 1980 como cantante en clubes nocturnos de Manhattan. También fue profesora de canto. Revson escribió al menos 30 canciones, incluidas «Pretty Girls» escritas en memoria de su amiga fallecida Denise Fugazy. Mientras trabajaba como cantante, conoció al heredero de los cosméticos Revlon, John Revson, con quien estuvo casada durante un año después de un noviazgo de seis años.

## La moña

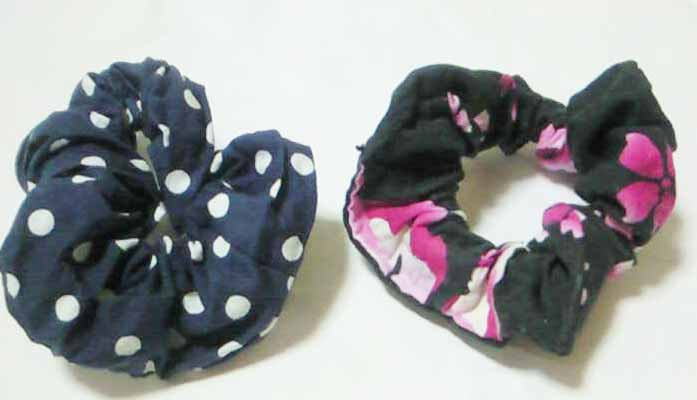
Moñas.

En 1986, Revson inventó la moña, un accesorio para el cabello que se utiliza para sujetar el cabello en una cola de caballo. Revson inventó la moña después de divorciarse de Revson mientras se preparaba para entrevistas de trabajo y trataba de proteger su cabello quebradizo y ralo después de teñirlo claro. Ella creó la moña con tela suave para evitar dañar su cabello con bandas elásticas o clips de plástico. Recibió una patente de diseño para la invención. La invención, originalmente conocida como «Scunci», recibió su nombre del caniche mascota de Revson. Dicho nombre más tarde llevó a que se conociera genéricamente en idioma inglés como scrunchie.
Revson inició un negocio para comercializar sus Scuncis y tenía $ 20 millones en pedidos en los meses iniciales. Incapaz de mantenerse al día con la demanda, el negocio de Revson fracasó y, a partir de entonces, siguió un modelo comercial de hacer cumplir su patente y otorgar licencias para que otros la fabricaran. La patente de Revson expiró en 2001, pero antes de que ello ocurriera se vendieron más de dos mil millones de scrunchies. Revson ganó $1 millón al año en regalías de la moña durante más de 12 años.

## Vida personal y muerte
Revson estuvo casada y divorciada cuatro veces y tuvo un hijo. En el momento de su muerte, residía en Wellington, Florida.
El 7 de septiembre de 2022, Revson murió en Rochester, Minnesota, a los 78 años, por una ruptura en la aorta ascendente. Murió en una habitación de hotel cerca de la Clínica Mayo, donde estaba recibiendo tratamiento médico por el síndrome de Cushing y el síndrome de Ehlers-Danlos.